# Fausto de Figueiredo
Fausto Cardoso de Figueiredo GOMAI • GCMAI (Celorico da Beira, Baraçal, 17 de Setembro de 1880 – Cascais, Estoril, ou Lisboa, 5/6 de Abril de 1950) foi um empresário, capitalista, industrial hoteleiro e grande animador do turismo português.

## Biografia

### Vida pessoal
Nasceu nos finais de 1880, na Freguesia de Baraçal, em Celorico da Beira, filho de António Cardoso de Figueiredo, Professor, e de sua mulher Maria José de Almeida, daí naturais e aí casados.
Casou em Lisboa, Lumiar ou Campo Grande, a 9 de Maio de 1910 com Clotilde Hermenegilda Ferreira do Amaral (Goa, Salsete, São Tomé, 13 de Abril de 1895 – Cascais, Estoril, 13 de Outubro de 1955), filha de José Ferreira do Amaral (Figueiró dos Vinhos, Campelo, 23 de Janeiro de 1842 – Lisboa, Lumiar, Janeiro de 1915) e de sua mulher Maria do Rosário da Silveira (Alenquer, Abrigada, 5 de Outubro de 1869 – 15 de Fevereiro de 1930), da qual teve, entre outros, Fausto José do Amaral de Figueiredo.
Faleceu no dia 5 de Abril de 1950, na sua Moradia "Pinhal Manso", no Estoril, cujo arruamento tem o seu nome, Avenida Fausto de Figueiredo.
Foi sepultado no Cemitério dos Prazeres, tendo o seu funeral sido concorrido por centenas de pessoas, incluindo vários funcionários da Companhia dos Caminhos de Ferro Portugueses e da Sociedade Estoril, e os Bombeiros Voluntários e o Ateneu Ferroviário do Barreiro; junto ao jazigo, discursaram, em sua honra, o General Raul Augusto Esteves, em nome dos Caminhos de Ferro Portugueses, e Guilherme Cardim, que representou a Sociedade Estoril.

### Formação e carreiras profissional e política
Veio para Lisboa ainda muito novo, tendo concluído o curso de Farmácia diplomado com a Licenciatura na Escola Superior de Farmácia de Lisboa. Exerceu, durante alguns anos, a profissão de Farmacêutico, antes de se ter tornado administrador de empresas e industrial hoteleiro. Mas o seu nome encontra-se, sobretudo, ligado ao desenvolvimento turístico do Estoril, de que foi o grande dinamizador.
Mais tarde, ingressou no Conselho de Administração da Companhia dos Caminhos de Ferro Portugueses, tendo chegado a ser Vice-Presidente e Presidente daquela organização; nessa qualidade, e ao seu serviço, realizou diversas, largas e extensas viagens ao e pelo estrangeiro, nelas adquirindo vastos conhecimentos sobre turismo, que o seu rasgado espírito de iniciativa lhe fez ambicionar introduzir em Portugal. Apresentou a demissão do cargo de presidente em 16 de Agosto de 1949, por motivos de saúde, tendo a Companhia decidido nomeá-lo como presidente honorário.
Após a Implantação da República Portuguesa, entre 21 de Março de 1911 e 3 de Junho de 1913, na qualidade de Vice-Presidente, foi Presidente em Exercício da Câmara Municipal de Cascais.
Foi iniciado na Maçonaria em data desconhecida de 1913, na Loja Acácia, de Lisboa, afecta ao Grande Oriente Lusitano, com o nome simbólico de Adamastor.
Foi, novamente, Presidente Efectivo da Câmara Municipal de Cascais de 29 de Julho de 1913 a 31 de Dezembro de 1913 e de 16 de Junho de 1919 a 31 de Dezembro de 1922.
Também exerceu as posições de Administrador e Presidente do Conselho de Administração da Companhia dos Caminhos de Ferro Portugueses da Beira Alta, região da qual era oriundo, e da Companhia de Cimentos Brancos (CIBRA), de administrador da Sociedade de Estudos Técnicos.
Distinguiu-se pela grande obra de fomento turístico que realizou no Estoril, criando a Sociedade Estoril Plage e a Sociedade Estoril. Desse modo, radicou-se nele a ideia e concebeu o projeto de fazer do Estoril uma estância turística de nível internacional e mundial, expondo-o na Câmara dos Deputados. Mesmo diante da difícil conjuntura materializada pela Primeira Guerra Mundial, constituiu em 1915 a Sociedade Estoril para implementá-lo. Esta, no início de 1916, lançou a primeira pedra do Casino Estoril.
Adquiriu uma extensa propriedade, então conhecida pela Quinta do Vianinha, que pertencia a José Viana da Silva Carvalho, e começou a sua obra, cedendo terrenos para construções, financiando mesmo muitas destas.
Uma coisa havia, porém, que se reconhecia indispensável para fazer do Estoril a fantasiada zona de turismo elegante: a electrificação da linha férrea que a servia. Um contrato de arrendamento feito com a C.P., proprietária dessa linha de Cascais, permitiu-lhe enveredar deliberadamente pela efetivação do seu sonho, a qual não foi isenta de dificuldades. Em 1918, a Companhia dos Caminhos de Ferro Portugueses concedeu à referida sociedade a exploração e electrificação da Linha de Cascais, obra que foi por si concluída em 1926. Para comprometer nessa grande iniciativa os capitais indispensáveis, forçoso era que houvesse uma segura garantia de êxito, e essa residia, apenas, na regulamentação do jogo. Uma combinação ou acordo com a Empresa Exploradora dos Casinos do Monte Estoril, L.da, à frente da qual estava Guilherme Cardim, proporcionou-lhe ensejo de activar as suas diligências.
Viria a ser irradiado da Maçonaria em 1922, por falta de pagamento das respectivas quotas.
Em 1923 foi Provedor da Assistência Pública.
Em Dezembro de 1927, a sua obtenção da concessão da regulamentação do jogo permitiu o avanço num ritmo mais acelerado, fazendo do Estoril a primeira zona do turismo internacional no país.
Fausto de Figueiredo, cercado por arquitectos franceses, e tendo já constituído a Sociedade Estoril Plage, enveredou pela transformação da região, instalando infraestruturas e fazendo surgir, então, os dois hotéis, construindo o Hotel Palácio e o Hotel do Parque, o Tamariz, o Parque, o Casino, um campo de golfe, courts de ténis, o tiro aos pombos, etc, e organizando, permanentemente, muitas outras manifestações desportivas de carácter internacional, elevando o Estoril à categoria de estância internacional. A empresa exploradora da linha férrea, por iniciativa de Fausto de Figueiredo, separou-se em Sociedade Estoril, independente da Sociedade Estoril Plage. Esta deu de arrendamento a exploração do jogo.
Em 1928 foi inaugurada a Estação Ferroviária do Cais do Sodré e, em 30 de Agosto de 1930 foi inaugurado o que então era o mais importante hotel do país - o Hotel Palácio. Os primeiros hóspedes do Hotel foram o Príncipe Hirohito (futuro Imperador do Japão) e sua esposa em viagem de lua-de-mel.
Um ano mais tarde foi inaugurado o Casino Estoril, que viria a tornar-se um dos mais célebres da Europa.
A acção de Fausto de Figueiredo, atraiu ao Estoril monarcas e figuras públicas de renome mundial, que em virtude da Segunda Guerra Mundial foram forçados a exilar-se, optando por Portugal como país neutro, tornando a zona do Estoril uma das mais cosmopolitas do mundo, à época.
Como político, sucessivamente, Fausto de Figueiredo aderiu ao Franquismo e acompanhou e foi apoiante de João Franco, e, depois, ao Republicanismo Democrático, e exerceu como Deputado do Partido Republicano Português, com o qual colaborou, embora sem se filiar, após a Proclamação da República Portuguesa e durante a Primeira República Portuguesa, tendo sido grande admirador de Afonso Costa; aderiu depois ao Estado Novo, durante o qual foi Procurador à Câmara Corporativa entre 1935 e 1949 em 1944, em representação da indústria hoteleira e doutras entidades ligadas ao turismo. A sua intervenção como Procurador foi escassa. Em 1936, relatou um Parecer sobre a Urbanização da Costa do Sol. Durante a I Legislatura, de 1935-1938, fez parte da 14.ª Secção – Turismo, e subscreveu ou relatou um total de três Pareceres: 7/I – Urbanização da Costa do Sol, como Relator, 94/I – Despacho e registo de veículos automóveis e 100/I – Modificação da constituição do Conselho Superior de Viação. Durante a II Legislatura, de 1938-1942, fez parte da 11.ª Secção – Transportes e Turismo, e subscreveu ou relatou um total de dois Pareceres: 11/II – Navegação para as colónias e 26/II – Autorização ao Governo para criar um imposto sobre os lucros extraordinários de guerra. Durante a III Legislatura, de 1942-1945, fez parte da 11.ª Secção – Transportes e Turismo, e subscreveu ou relatou um total de dois Pareceres: 7/III – Distribuição dos lucros líquidos anuais das empresas de navegação e 23/III – Coordenação de transportes terrestres. Durante a IV Legislatura, de 1945-1949, fez parte da 11.ª Secção – Transportes e Turismo, e não subscreveu ou relatou qualquer Parecer.
"Na política, Fausto de Figueiredo acompanhou João Franco em tempos de Monarquia, e, proclamada a República, esteve ao lado do Partido Republicano Português, sendo seu deputado ao Parlamento. No Estado Novo foi deputado à Câmara Corporativa. Foi vogal, também, do Conselho Superior para o Comércio Externo e da Comissão de Propaganda do Ministério dos Negócios Estrangeiros."
Escreveu: 
- Estoril. Estação Marítima, Climatérica, Termal e Desportiva, Lisboa, 1914[4]
- Organização do Turismo. Tese apresentada ao I Congresso Nacional de Turismo, 1935, Lisboa, 1936[4]

São suas as seguintes palavras: "A transformação do Estoril constitui, para mim, o maior sonho da minha vida e à sua realização me consagrei, julgando assim, prestar um serviço à minha Pátria."

## Prémios, condecorações e homenagens
Foi Grande-Oficial da Ordem Civil do Mérito Agrícola e Industrial Classe Industrial a 5 de Outubro de 1928 e elevado a Grã-Cruz da Ordem Civil do Mérito Agrícola e Industrial Classe Industrial a 22 de Setembro de 1930.
É mencionado como sendo, também, Comendador e Membro Vogal do Conselho da Ordem Militar de Nosso Senhor Jesus Cristo e Grande-Oficial da Antiga e Muito Nobre Ordem Militar da Torre e Espada, do Valor, Lealdade e Mérito.
Em 1950, formou-se uma comissão para realizar obras de homenagem a Fausto de Figueiredo, nomeadamente um monumento e um mausoléu no Estoril.